# 梅胡夫

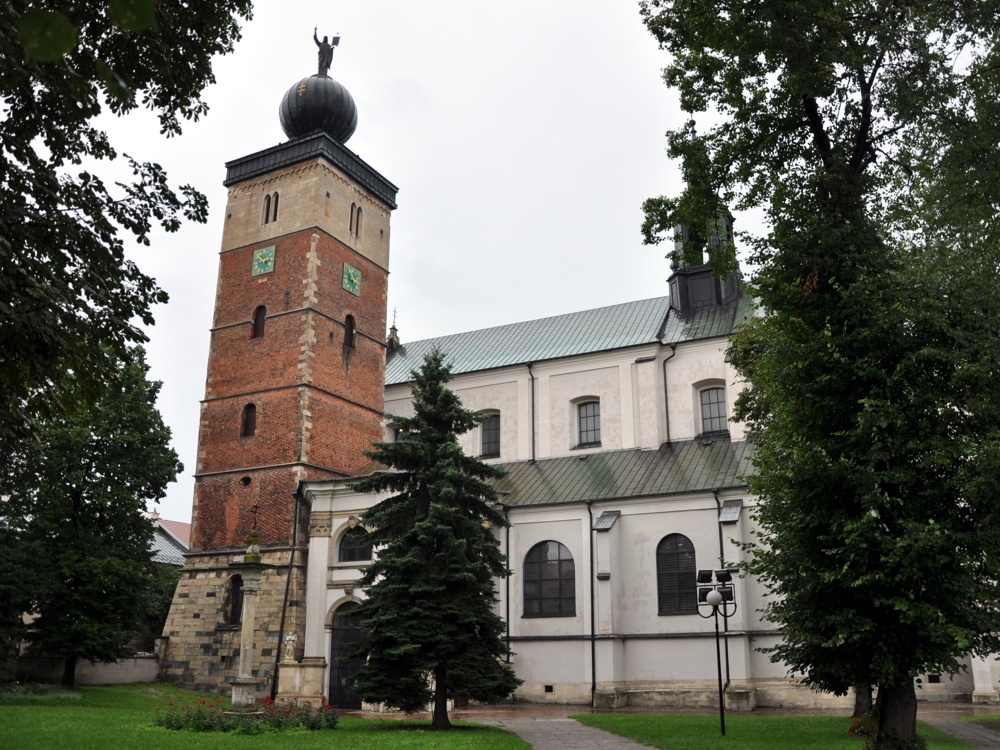

梅胡夫（波蘭語：Miechów）是波蘭南部的城鎮，隸屬小波蘭省梅胡夫縣，距離克拉科夫40公里，距離凱爾采約81公里，面積15.49平方公里，海拔高度308米，2010年人口11,497。在瓜分波蘭中，該鎮被納入蘇聯管治範圍。

## 外部連結
- Official town webpage （页面存档备份，存于）
- Jewish Community in Miechów （页面存档备份，存于） on Virtual Shtetl

50°21′28″N 20°01′57″E / 50.35778°N 20.03250°E